# Championnat du Mozambique de football 1991
Navigation
Saison 1987 Saison suivante
La saison 1991 du Championnat du Mozambique de football est la seizième édition du championnat de première division au Mozambique. Les clubs participent d'abord à leur championnat régional et les meilleurs de chaque zone se qualifient pour la phase finale nationale. 
C'est le CD Costa do Sol qui remporte le championnat cette saison après avoir terminé en tête de la poule finale, à égalité de points mais avec une meilleure différence de buts que le Clube Ferroviario de Maputo. Clube de Gaza complète le podium à six points du duo de tête. C'est le troisième titre de champion du Mozambique de l'histoire du club, après le doublé réussi en 1979 et 1980.
Cette édition du championnat est la dernière à se dérouler sous cette formule. À partir de la saison suivante, la première division prend la forme d'une poule unique de huit formations qui s'affrontent en matchs aller et retour.

## Les clubs participants
| - Maputo city : - CD Costa do Sol - CD Maxaquene - CD Matchedje - Clube Ferroviario de Maputo - Cabo Delgado : - Associão Desportiva de Pemba - Niassa : - Matchedje de Lichinga - Nampula : - Namutequeliua de Nampula - Clube Ferroviario de Nampula - Tete : - Chingale de Tete | - Zambézia : - Palmeiras de Quelimane - Manica : - Textáfrica do Chimoio - Sofala : - GD Companhia Têxtil do Punguè - Clube Ferroviário da Beira - Gaza : - Clube de Gaza - Inhambane : - Estrela Vermelha de Inhambane - Maputo province : - FC Texlom |

## Compétition

### Tour préliminaire
Les seize clubs qualifiés sont répartis en quatre poules et affrontent une seule fois chacun de leurs adversaires. Seul le premier de chaque groupe se qualifie pour la poule finale.
Groupe A :
| Rang | Équipe                     | Pts | J | G | N | P | Bp | Bc | Diff |  | Résultats (▼ dom., ► ext.) | Chi | Max | Nam | Fer |
| ---- | -------------------------- | --- | - | - | - | - | -- | -- | ---- |  | -------------------------- | --- | --- | --- | --- |
| 1    | Chingale de Tete           | 5   | 3 | 2 | 1 | 0 | 4  | 1  | +3   |  | Chingale de Tete           |     | 0-0 | 3-1 | 1-0 |
| 2    | CD Maxaquene               | 4   | 3 | 1 | 2 | 0 | 1  | 0  | +1   |  | CD Maxaquene               |     |     | 1-0 | 0-0 |
| 3    | Namutequeliua de Nampula   | 2   | 3 | 1 | 0 | 2 | 3  | 5  | -2   |  | Namutequeliua de Nampula   |     |     |     | 2-1 |
| 4    | Clube Ferroviário da Beira | 1   | 3 | 0 | 1 | 2 | 1  | 3  | -2   |  | Clube Ferroviário da Beira |     |     |     |     |

Groupe B :
| Rang | Équipe                        | Pts | J | G | N | P | Bp | Bc | Diff |  | Résultats (▼ dom., ► ext.)    | Cos | Chi | Tex | Est |
| ---- | ----------------------------- | --- | - | - | - | - | -- | -- | ---- |  | ----------------------------- | --- | --- | --- | --- |
| 1    | CD Costa do Sol               | 6   | 3 | 3 | 0 | 0 | 11 | 0  | +11  |  | CD Costa do Sol               |     | 1-0 | 6-0 | 4-0 |
| 2    | Textáfrica do Chimoio         | 3   | 3 | 1 | 1 | 1 | 1  | 1  | 0    |  | Textáfrica do Chimoio         |     |     | 0-0 | 1-0 |
| 3    | FC Texlom                     | 3   | 3 | 1 | 1 | 1 | 2  | 7  | -5   |  | FC Texlom                     |     |     |     | 2-1 |
| 4    | Estrela Vermelha de Inhambane | 0   | 3 | 0 | 0 | 3 | 1  | 7  | -6   |  | Estrela Vermelha de Inhambane |     |     |     |     |

Groupe C :
| Rang | Équipe                        | Pts | J | G | N | P | Bp | Bc | Diff |  | Résultats (▼ dom., ► ext.)    | Fer | Mat | Com   | Pal   |
| ---- | ----------------------------- | --- | - | - | - | - | -- | -- | ---- |  | ----------------------------- | --- | --- | ----- | ----- |
| 1    | Clube Ferroviário de Maputo   | 6   | 3 | 3 | 0 | 0 | 10 | 5  | +5   |  | Clube Ferroviário de Maputo   |     | 6-2 | 4-3   | gagné |
| 2    | Matchedje de Lichinga         | 4   | 3 | 2 | 0 | 1 | 5  | 6  | -1   |  | Matchedje de Lichinga         |     |     | gagné | 3-0   |
| 3    | GD Companhia Têxtil do Punguè | 2   | 3 | 1 | 0 | 2 | 5  | 4  | +1   |  | GD Companhia Têxtil do Punguè |     |     |       | 2-0   |
| 4    | Palmeiras de Quelimane        | 0   | 3 | 0 | 0 | 3 | 0  | 5  | -5   |  | Palmeiras de Quelimane        |     |     |       |       |

Groupe D :
| Rang | Équipe                               | Pts | J | G | N | P | Bp | Bc | Diff |  | Résultats (▼ dom., ► ext.)   | Gaz | Mat | Fer |
| ---- | ------------------------------------ | --- | - | - | - | - | -- | -- | ---- |  | ---------------------------- | --- | --- | --- |
| 1    | Clube de Gaza                        | 4   | 2 | 2 | 0 | 0 | 4  | 0  | +4   |  | Clube de Gaza                |     | 1-0 | 3-0 |
| 2    | CD Matchedje                         | 2   | 2 | 1 | 0 | 1 | 2  | 1  | +1   |  | CD Matchedje                 |     |     | 2-0 |
| 3    | Clube Ferroviario de Nampula         | 0   | 2 | 0 | 0 | 2 | 0  | 5  | -5   |  | Clube Ferroviario de Nampula |     |     |     |
| 4    | Associão Desportiva de Pemba forfait |     |   |   |   |   |    |    |      |  |                              |     |     |     |

- L'Associão Desportiva de Pemba doit déclarer forfait pour des raisons financières. À la suite de ce désistement, la fédération mozambicaine décide d'exclure le club de toute compétition nationale pour les deux prochaines saisons.

### Poule finale
Tous les matchs sont disputés à l'Estadio Nacional da Machava de Maputo du 13 octobre au 24 novembre 1991.
| Rang | Équipe                      | Pts | J | G | N | P | Bp | Bc | Diff |  | Résultats (▼ dom., ► ext.)  | Cos   | Fer   | Gaz | Tet  |
| ---- | --------------------------- | --- | - | - | - | - | -- | -- | ---- |  | --------------------------- | ----- | ----- | --- | ---- |
| 1    | CD Costa do Sol             | 10  | 6 | 5 | 0 | 1 | 20 | 5  | +15  |  | CD Costa do Sol             |       | 1-2   | 3-1 | 12-0 |
| 2    | Clube Ferroviário de Maputo | 10  | 6 | 5 | 0 | 1 | 14 | 5  | +9   |  | Clube Ferroviário de Maputo | 1-2   |       | 7-0 | 3-2  |
| 3    | Clube de GazaC              | 4   | 6 | 2 | 0 | 4 | 5  | 12 | -7   |  | Clube de GazaC              | 1-2   | perdu |     | 2-0  |
| 4    | Chingale de Tete            | 0   | 6 | 0 | 0 | 6 | 2  | 19 | -17  |  | Chingale de Tete            | perdu | 0-1   | 0-1 |      |

|  | Qualification pour la Coupe des clubs champions africains 1992 |
|  | Qualification pour la Coupe des Coupes 1992                    |
|  | Qualification pour la Coupe de la CAF 1992                     |

## Bilan de la saison
| Championnat du Mozambique de football 1991 |                             |
| Champion                                   | CD Costa do Sol (3e titre)  |
| Coupes et trophées                         |                             |
| Vainqueur de la Coupe du Mozambique 1991   | Clube de Gaza               |
| Qualifications continentales               |                             |
| Coupe des clubs champions africains 1992   | CD Costa do Sol             |
| Coupe des Coupes 1992                      | Clube de Gaza               |
| Coupe de la CAF 1992                       | Clube Ferroviario de Maputo |
| Promotions et relégations                  |                             |
| Promus en Moçambola                        | Aucun                       |
| Relégués                                   | Aucun                       |